# برشکاری
برای بریدن ورق‌ها در ورق‌کاری از انواع قیچی‌های دستی، اهرمی و ماشینی استفاده می‌کنند.

## قیچی‌کاری
مقدمه: قیچی‌کاری یکی از فرایندهای برشکاری مکانیکی است. به وسیله قیچی می‌توان انواع ورقها، میله‌ها و شمش‌ها را برید. عمل برش به وسیله قیچی شبیه برشکاری با قلم است؛ با این تفاوت که در قیچی کاری تیغه‌ها که در طرفین قطعه قرار گرفته‌اند، به وسیله نیروی دست یا ماشین از کنار هم عبور داده می‌شوند و عمل برش انجام می‌پذیرد.
تعریف: برشکاری به وسیله قیچی (قیچی کردن) عبارت است از بریدن یا قطع کردن بدون براده برداری به وسیله دو تیغه بُرنده گوه‌ای شکل که مخالف جهت یکدیگر حرکت می‌کنند و از کنار یکدیگر می‌گذرند.
لقّی بین تیغه‌ها: هنگام برشکاری با قیچی معمولاً باید بین دو تیغه قیچی مقداری فاصله وجود داشته باشد که در اصطلاح آن را «لقی» می‌گویند. این فاصله از سویی موجب می‌گردد که تیغه‌ها با هم اصطکاک نداشته باشند و از سوی دیگر، برشکاری را آسان می‌کند. لقی بین دو تیغه به ضخامت و جنس قطعه کار بستگی دارد که معمولاً آن را در حدود۱/۲۰ ضخامت قطعه کار در نظر می‌گیرند.

## طبقه‌بندی انواع قیچی‌ها
قیچی‌ها را از نظر قدرت برش و نوع کاربرد در صنعت به سه گروه طبقه‌بندی کرده‌اند. قیچی‌های دستی، قیچی‌های اهرمی و قیچی‌های ماشینی (مکانیکی و
هیدرولیکی) که به ترتیب به شرح هر یک می‌پردازیم.

## قیچی‌های دستی
از قیچی‌های دستی برای بریدن ورق‌های فلزی نازک تا ضخامت ۱٫۵ میلی‌متر استفاده می‌شود. در ساختمان قیچی‌های دستی، از قانون اهرم‌ها برای تأمین نیروی برش و سهولت در عمل قیچی کاری استفاده شده‌است.
قیچی‌های دستی بر حسب کاربردشان در صنعت به شکل‌های مختلف در دو گروه اصلی «چپ بر» و «راست بر» ساخته می‌شوند. تشخیص راست بر یا چپ بر بودن قیچیها، معمولاً به این ترتیب است که ابتدا قیچی را از پهلو به نحوی در مقابل دید قرار می‌دهند که نوک آن به سمت چپ باشد. حال اگر پخ برنده تیغه بالایی را بتوان دید، آن را قیچی راست بر و چنانچه پخ برنده تیغه پایین در معرض دید باشد، قیچی را چپ بر می‌نامند.
طبقه‌بندی قیچی‌های دستی: قیچی‌های دستی را چپ بر یا راست بر می‌سازند؛ ولی از نظر ساحتمان و کاربرد، این قیچی‌ها در برشکاری ورق‌های فلزی انواع گوناگون دارند:
1. قیچی‌های دستی با تیغه‌های پهن و صاف: برای برش‌های مستقیم به کار می‌روند.
2. قیچی‌های دستی با تیغه‌های پهن و خمیده: برای ایجاد برش در محل‌های زاویه دار که امکان برش با قیچی مستقیم نیست.
3. قیچی‌های دستی با یک تیغه پهن و یک تیغهٔ باریک: برای برش‌های مستقیم طویل کاربرد دارند.
4. قیچی‌های دستی با تیغه‌های باریک منحنی: برا برش‌های فرم دار و دارای انحنا به کار می‌رود.
5. قیچی‌های دستی با تیغه‌های صاف و باریک: برای ایجاد برش‌های داخلی مشتقیم و فرم دار مورد استفاده هستند.
6. قیچی‌های دستی با یک تیغه دوبل و یک تیغه باریک: برای قطع کردن و ایجاد برش‌های روی لوله‌های نازک مورد استفاده قرار می‌گیرند.

## قیچی‌های اهرمی
با قیچی‌های اهرمی می‌توان ورق‌های فلزی را با ضخامت‌های بیشتری برید. قیچی‌های اهرمی دارای یک اهرم هستند و نقطه اتکای آن‌ها در کناری قرار دارد (قانون اهرم‌های نوع دوم).
قیچی‌های اهرمی را معمولاً در سه نوع ساده، مرکب و ورق بر (وزنه‌ای)، ساخته‌اند که به شرح قیچی اهرمی ساده می‌پردازیم.
قیچی اهرمی ساده:
قیچی‌های اهرمی ساده دارای یک تیغه ثابت و یک تیغه متحرک هستند. تیغه ثابت در پایین قرار دارد و از آن به عنوان تکیه گاه نیز استفاده می‌شود.
تیغه متحرک که در بالا قرار دارد، عمل برش را از طریق یک اهرم دوبل انجام می‌دهد. طول تیغه‌های این نوع قیچی معمولاً بین ۱۵۰ تا ۳۰۰ میلی‌متر و قدرت برش ان تا ضخامت ۵ میلی‌متر است. در کنار بدنه قیچی ضامن نگهدارنده قابل تنظیمی در نظر گرفته‌اند که وظیفه افقی نگه داشتن قطعه کار را به عهده دارد.
این قیچی‌ها تنها برای بریدن ورق‌ها و قطعات تخت به کار می‌روند و از آن‌ها نمی‌توان برای بریدن مفتول‌ها و شمش‌های فرم دار استفاده کرد؛ زیرا این عمل به تیغه‌های آن صدمه می‌زند.

## قیچی‌های ماشینی
این نوع قیچی‌ها برای بریدن ورق‌های فلزی تا ضخامت ۳۰ میلی‌متر استفاده می‌شوند. نحوه کار این قیچی‌ها بدین صورت است که پس از روشن کردن دستگاه و براه انداختن الکترو موتور با فشار آوردن روی پدال کلاچ دستگاه عمل نموده و نیروی الکترو موتور به وسیله واسطه‌هایی به میل لنگ یا بادامک‌های قیچی منتقل می‌شود و حرکت دورانی را به حرکت عمودی تبدیل می‌کند و در نتیجه موجب پائین آمدن کشوئی گیوتین که تیغه فوقانی روی ان نصب است شده و با کمک تیغه پائین قیچی که همواره ثابت بوده و به میز بدنه دستگاه محکم شده‌است عمل برش بتدریج انجام می‌شود.
بدیهی است چنانچه روی پدال به‌طور مستمر فشار وارد آید چون صفحه کلاچ آزاد نمی‌باشد و نیرو به میل لنگ یا بادامک‌ها کماکان منتقل می‌شود کشوئی قیچی در هر رفت و برگشت عمل برش را انجام می‌دهد ولی در غیر این صورت هر مرتبه که به پدال فشار وارد آید عمل برش انجام می‌گیرد. برای اینکه در موقع برش ورق جابجا نشود بر روی کشوئی متحرک قیچی‌های گیوتین نگهدارنده هائی نصب گردیده که هم‌زمان با حرکت تیغه فوقانی به طرف تیغه پائین که برش انجام می‌شود ورق را با تمام قدرت نگه می‌دارند این نگهدارنده‌ها دارای یک پیستون مستقل می‌باشند که با هوای فشرده (سیستم پنوماتیک) یا روغن تحت فشار (سیستم هیدرولیک) عمل نگهداری ورق را در تمام طول خود تقسیم می‌کند.
قیچی‌های ماشینی دارای انواع مختلفی هستند از جمله: ۱- قیچی برقی انیورسال -۲- قیچی‌های گیوتین -۳- قیچی‌های گردبر ماشینی و … که در ادامه به شرح برخی از آن‌ها می‌پردازیم.
قیچی‌های گردبر در دو گروه دستی و ماشینی وجود دارند.
از دیگر انواع قیچی‌ها قیچی‌های نیبلر هستند که در ۳ گروه دستی، میزی و ستونی وجود دارند.

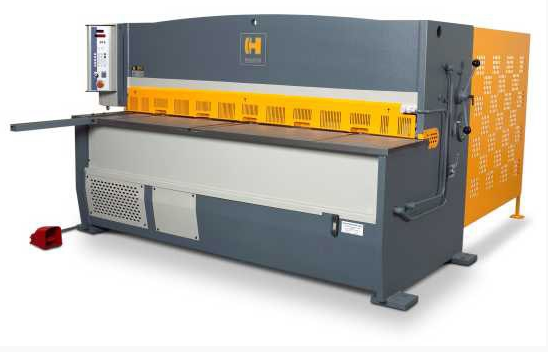
یک قیچی گیوتین هیدرولیکی.

### قیچی گیوتین
برای سرعت عمل بیشتر در بریدن ورق‌ها مخصوصاً آن‌هایی که دارای طول زیادتری می‌باشند، از قیچی گیوتینی استفاده می‌شود. در این قیچی‌ها معمولاً تیغه پائینی ثابت بوده و به لبه میز قیچی سوار شده‌است. تیغه بالائی که به‌طور عمودی قابل حرکت است نسبت به تیغه پائینی دارای زاویه‌ای از ۱ تا ۶ درجه بوده و می‌توان با عبور دادن آن از کنار تیغه ثابت (پائینی) عمل برش را انجام داد.
این قیچی‌ها را در دو نوع دستی یا ماشینی ساخته و برای تأمین حرکت تیغه متحرک آن‌ها ممکن است که از مکانیزم لنگ یا فشار روغن (هیدرولیک) استفاده گردد.

#### اجزاء مهم قیچی‌های گیوتین
در قیچی‌های گیوتین مکانیکی و هیدرولیکی به غیر از مکانیسم قدرت (محرّکه‌ها) که متفاوتند بقیه اجزاء مهم آن‌ها تقریباً با هم مشابهند که به اختصار بشرح آن‌ها می‌پردازیم.

##### بدنه قیچی‌های گیوتین
بدنه قیچی‌های گیوتین را به ۳ روش تهیه می‌کنند:
- از ورق‌های فولادی غلتک کاری شده که پس از عملیات ماشین کاری با پیچ و مهره یا جوش مونتاژ می‌شوند.
- از قطعات ریخته شده تهیه می‌کنند.
- با ترکیبی از دو روش فوق از ورق‌های فولادی و قطعات ریخته شده تهیه می‌شوند.

چون در حین برش اکثر بار وارده به یک قیچی بار انحرافی یا متحرک است و تنش‌های پیچشی به وجود می‌آید بنابراین میز قیچی را مستحکم می‌سازند تا در مقابل نیروهای وارده مقاومت لازم را داشته باشد و نیز چون در لحظه برش ضربات سنگین بر بدنه قیچی وارد می‌آید لذا برای خنثی کردن آن‌ها از متعادل کننده‌های فنری در گیوتین‌های معمولی و از متعادل کننده‌های پنوماتیکی در گیوتین‌های بزرگ استفاده می‌شود.

##### موتور قیچی گیوتین
مسیر انتقال قدرت در یک قیچی گیوتین از موتور آن شروع می‌شود. چون در کارهای مداوم و سرعت‌های نسبتاً بالا زمان کوتاهی برای ذخیره انرژی به وسیلهٔ چرخ طیار وجود دارد و این امر فشار زیادی را به موتور وارد می‌سازد بنابراین قدرت موتور گیوتین باید از حد ظرفیت آن بیشتر باشد یعنی باید قدرتی بیشتر از مقدار لازم داشته باشد.

##### کلاچ
کلاچ مکانیسمی است که برای ارتباط و قطع ارتباط حرکت‌های دورانی به کار می‌رود. در گیوتین از کلاچ برای شروع دوران میل لنگ استفاده می‌شود کلاچ در گیوتین چه از نوع مکانیکی و چه از نوع اصطکاکی باشد عامل ارتباط بین دنده محرک با چرخ طیار یا میل لنگ است.
کلاچ‌ها به دو دسته تقسیم می‌شوند:
- کلاچ‌های مکانیکی: کلاچ‌های مکانیکی عبارتند از: پنینی، سه فکی و غلطکی که بیشتر در گیوتین‌های مکانیکی مورد استفاده قرار می‌گیرند.
- کلاچ‌های دیسکی: کلاچ‌های دیسکی به صورت هوائی (پنوماتیک) و روغنی (هیدرولیک) می‌باشند و در گیوتین‌های هیدرولیکی بکار برده می‌شوند.

##### نگهدارنده‌های ورق
برای برش صحیح و دقیق نگهداشتن ورق و همچنین تنظیم دقیق آن حایز اهمیت است بنابراین وجود نگهدارنده‌های ورق در گیوتین از وسایل ضروری بشمار می‌آید.
نقش نگهدارنده‌های ورق ثابت نگهداشتن ورق بر بستر (میز) قیچی گیوتین در لحظه برش است انجام این امر به نیروی زیادی نیاز دارد، چنانچه ورق بعلت عدم نیروی کافی جهت نگهداری آن از محل خود حرکت کند طبعاً برش صحیح صورت نخواهد گرفت.
مضافاً وقتیکه تیغه بالائی قیچی با ورق تماس حاصل می‌کند نیروی کشنده بسیار قوی ای به اثر اهرم ضربه زدن قیچی اضافه می‌شود در این حال وسیله نگهدارنده باید آنقدر استقامت داشته باشد تا در برابر نیروها از خود مقاومت نشان دهد برای این منظور نگهدارنده‌هایی که بکار برده می‌شوند از فنرها یا از عمل مکانیکی بادامک‌ها و اهرم‌ها یا نیروی هیدرولیکی سیلندرهای هوا یا ترکیبی از هر یک از آن‌ها می‌باشند وسائل نگهدارنده معمولاً برای قدرت‌های بیش از آنچه مورد نظر است طراحی و ساخته می‌شوند.

##### تیغه‌های قیچی گیوتین
جنس تیغه‌های گیوتین را از فولادهای کرم دار تهیه می‌کنند چون نیروی فوق‌العاده زیادی به لبه‌های برنده تیغه وارد می‌شود بنابراین وجود کوچک‌ترین نقص در ساختمان متالوژیک تیغه یا کوچک‌ترین کمبود در نحوه عملیات حرارتی آن یا سنگ زدن تیغه موجب وارد آمدن آسیب شدید یا حداقل فرسایش سریع تیغه شده و کار برش را غیر مطلوب می‌سازد.
در نگهداری تیغه‌ها باید توجه لازم به عمل آید و چنانچه تیغه‌ها پس از مدتی کند شدند باید به وسیله افراد متخصص و ماهر با ماشین سنگ دقیق نسبت به تیز کردن آن‌ها اقدام شود در غیر این صورت کندی تیغه‌ها اضافه بر به وجود آوردن لبه‌های بریده یا شکسته در ورق بریده شده موجب آن می‌شود که در ورق بریده شده پلیسه‌های زیادی به وجود آید و همچنین موجب فرسایش زیاد راهنماهای ضربه زن می‌شود تیغه‌های کند احتمالاً ممکن است موجب آسیب رساندن به بدنه قیچی هم گردند.

### قیچی‌های گرد بُر
علاوه بر قیچی‌های دستی که به وسیله آن‌ها می‌توان ورق‌های فلزی نازک را به صورت دایره برید، قیچی‌های دیگری وجود دارند که با آن‌ها ورق‌های فلزی را تا ضخامت ۶ میلی‌متر و به شعاع‌های مختلف تا ۵۰ میلی‌متر با توجه به نوع و قدرت ماشین می‌بُرند.
یغه‌های این قیچی از دو مخروط ناقص تشکیل شده‌است که با حرکت گردشی خود حول دو محور جداگانه و در جهت مخالف یکدیگر، عمل برش را انجام می‌دهند. حرکت تیغه‌ها توسط دست یا الکترو موتور از طریق چرخ دنده هائی به‌طور همزمان انجام می‌گیرد.
با این نوع قیچی‌ها می‌توان برش‌های مستقیم طویل و همچنین برش‌های قوسدار را نیز انجام داد. در نوعی از این قیچی‌ها که برای برش‌های طویل و مستقیم مورد استفاده قرار می‌گیرند، محور تیغه‌ها نسبت به یکدیگر موازی بوده و به کمک تکیه گاه آن می‌توان عرض مورد برش را تنظیم نمود. بدیهی است که عرض برش در این قیچی‌ها محدوده بوده ولی از نظر طول برش محدودیتی ندارند.
در نوع دیگر این قیچی‌ها که برای برش‌های قوسدار بکار می‌روند، زاویه محور تیغه‌ها نسبت به هم معمولاً ۴۵ درجه انتخاب می‌شود. برای آنکه بتوان به وسیلهٔ آن‌ها قطعات دایره‌ای را بدون نیاز به خط‌کشی برید در روی آن‌ها کمانی وجود دارد که در روی آن نیز دو مرغک سوار شده‌است. به وسیلهٔ این مرغک‌ها می‌توان مرکز دایره مورد نظر را تثبیت کرده و با تنظیم فاصله آن با تیغه‌ها، شعاع برش مورد لزوم را بدست آورد.
برای برش‌های منحنی یا ترکیبی لازم است که ابتدا مسیر برش را خط‌کشی کرده و سپس با هدایت قطعه کار از بین تیغه‌ها به کمک دست، اقدام به بریدن آن‌ها کرد.
قیچی‌های گرد بر را در گروه‌های دستی و ماشینی طراحی می‌کنند و می‌سازند. در گروه دستی انواع مختلفی وجود دارد.
نیروی محرکه در قیچی‌های گرد بر دستی: با به گردش درآوردن چرخ مدوری که روی ماشین تعبیه شده‌است، نیروی محرکه در قیچی گردبر دستی تأمین می‌شود. با انتقال این نیرو توسط واسطه‌های مکانیکی به محورها، تیغه‌ها در جهت مخالف یکدیگر می‌چرخند و در نتیجه، برشکاری انجام می‌شود.
در نوع قیچی گردبر ماشینی، نیروی محرکه انرژی الکتریسیته است که این انرژی پس از تبدیل به انرژی مکانیکی، محورهای قیچی را در جهت مخالف به حرکت درمی‌آورد و در نتیجه تیغه‌های قیچی را که روی محور نصب شده‌اند، می‌چرخاند.

#### اصول کار قیچی گرد بر
همان‌طور که اشاره کردیم، دو محوری، که تیغه‌های قیچی به آن‌ها بسته شده‌است، با اعمال نیرو، مخالف جهت یکدیگر می‌چرخند (خواه نیروی اعمال شده دستی یا برقی باشد). چرخش تیغه‌ها در جهت مخالف موجب کشیدن ورق می‌شود و با تنظیم فاصله تیغه‌ها نسبت به ضخامت ورق، در چند مرحله عمل برش به صورت دایره انجام می‌گیرد.

##### تیغه‌های قیچی گرد بر
ابزار برش قیچی‌های گرد بر را تیغه‌های گرد آن‌ها تشکیل می‌دهد. هر تیغه روی یک محور بسته می‌شود که وضعیت قرارگیری آن‌ها نسبت به هم متناسب با ضخامت ورق مورد برش متفاوت است. در زیر به شرح حالت‌های مختلف آن‌ها می‌پردازیم:

##### تیغه‌های استوانه‌ای
تیغه‌های استوانه‌ای که قطر آن‌ها ۵۰ تا ۱۱۰ میلی‌متر است، روی قیچی‌های گرد بر که دارای محورهای موازی هستند، نصب می‌شوند. ظرفیت برش این تیغه‌ها برای فولادهای کم کربن تا ضخامت ۴ میلی‌متر است.

##### تیغه‌های مخروطی
تیغه‌های مخروطی روی قیچی‌های گرد بر با محورهای مایل نصب می‌شوند. این نوع قیچی‌های گرد بر معمولاً ورق‌های فلزی را بدون تغییر فرم سطحی به صورت دایره می‌برند و ظرفیت برش تیغه‌های آن‌ها نیز برای فولادهای کم کربن تا ۴ میلی‌متر است.
تیغه‌های مخصوص آجدار: نوع دیگری تیغه روی قیچی‌های گرد بر نصب می‌شود که برای سهولت در برشکاری و اصطکاک بیشتر با ورق تیغه زیرین آن را آجدار می‌سازند تا ضمن برش موجب حرکت ورق به سمت جلو شود.